# Protodejeania downsi
Protodejeania downsi là một loài ruồi trong họ Tachinidae.